# Jean Toomer
Pour les articles homonymes, voir Toomer.
Jean Toomer, né Eugene Pinchback Tomer le 26 décembre 1894 à Washington D.C. et mort le 30 mars 1967 à Doylestown, est un poète et romancier afro-américain qui contribua au mouvement Renaissance de Harlem.

## Biographie
Son grand-père afro-américain, Pinckney Benton Stewart Pinchback, était officier pendant la guerre civile puis gouverneur de Louisiane.
Pendant sa jeunesse, Jean Toomer refusa d'être catalogué afro-américain car il se sentait avant tout Américain. Sa mère, Nina Toomer, l'éleva seul sans son père blanc (qui quitta le foyer familial en 1896) puis s'installa chez son grand-père à Washington. En 1906, Jean emménagea à New Rochelle N.Y. avec sa mère et son nouveau beau-père. Il fréquenta des écoles de blancs et les enfants de ces quartiers. Mais, en 1909, sa mère mourut et il retourna chez ses grands-parents.
Entre 1914 et 1917 il fréquenta de nombreux établissements d'enseignement supérieur, parmi lesquels la New York University et le City College of New York. Il étudia différentes disciplines. Sa confrontation avec la ségrégation raciale du Sud le poussa à affirmer son identité afro-américaine. Il publia son roman Cane en 1923, qui est considéré comme un chef-d'œuvre de la littérature moderne, de la Renaissance de Harlem et de la Génération perdue. Il écrivit aussi une série de poèmes et d'histoires sur les  Noirs-américains. 
En 1926, il intégra le Gurdjieff Institute en France. Dans les années 1930, il s'installa avec sa deuxième épouse à Doylestown où il rejoint la Société religieuse des Amis (quakers).
En 2002 il est admis au « Georgia Writers Hall of Fame ».

## Œuvres
- (en) Cane (New York: Boni and Liveright, 1923)
- (en) Problems of Civilization, by Ellsworth Huntington, Whiting Williams, Jean Toomer and others, (New York: D. Van Nostrand Co., 1929)
- (en) Essentials: Definitions and Aphorisms (Chicago: Lakeside Press, 1931)
- (en) An Interpretation of Friends Worship (Philadelphia: Committee on Religious Education of Friends General Conference, 1947)
- (en) The Flavor of Man (Philadelphia: Young Friends Movement of the Philadelphia Yearly Meeting, 1949)
- (en) The Collected Poems of Jean Toomer (1980)
- (en) A Jean Toomer Reader: Selected Unpublished Writings, 1994 (Oxford Univ Pr)